# Військово-морські сили імперії Цін
Військово-морські сили Імперії Цін  — побудований за західними зразками військово-морський флот китайської династії Цін, заснований у 1875 році. Імперські військово-морські сили в Китаї вперше виникли в 1132 році під час династії Сун і існували в тій чи іншій формі до кінця династії Цін у 1912 році. Однак порівняний з військово-морськими силами сучасних держав флот існував між 1875 і 1912 роками.

## Історія

### Попередник
У 1860-х роках була спроба імперії Цін створити сучасний військово-морський флот за допомогою британського флоту Осборна  для боротьби з побудованими у США канонерськими човнами тайпінських повстанців. Так званий «флот вампірів», створений китайським урядом для придушення піратства на узбережжі Китаю, через невиконання умови про те, що британський командир Шерард Осборн повинен отримувати накази лише від імперського уряду, був розпущений.

### Створення флоту Цін
У 1865 році була заснована верф Цзяннань у Шанхаї.
У 1874 році японське вторгнення на Тайвань продемонструвало вразливість Китаю на морі. Було підготовлено пропозицію про створення трьох сучасних прибережних флотів: Північного моря або флоту Бейян для захисту Жовтого моря, флоту Південного моря або флоту Наньян для захисту Східно-Китайського моря та флоту Кантонського моря або флоту Юеян для захисту Тайваню, Тайваньської протоки і Південно-Китайського моря. Бейянський флот, завданням якого було захищати ділянку узбережжя, найближчу до столиці Пекіна, мав пріоритетним.
Наприкінці 1870-х років у Великій Британії та Німеччини було замовлено низку військових кораблів, а також побудовано військово-морські бази в Люйшуні та Вейхайвеї. Перші побудовані Великою Британією кораблі були доставлені в 1881 році, а Бейянський флот був офіційно створений в 1888 році. У 1894 році Бейянський флот був, принаймні на папері, найсильнішим флотом в Азії того часу. Однак він був значною мірою втрачений під час Першої японо-китайської війни після битві на річці Ялу та падіння Вейхавею. Хоча лінійні кораблі «Чженьюань » і «Дін'юань» були непроникними для японського вогню, вони не змогли потопити жодного корабля, і всі вісім крейсерів були втрачені.  Битва ще раз показала, що модернізаційні зусилля Китаю були набагато менш ефектианими аналогічних реставрації Мейдзі. Флот Наньян також був створений у 1875 році та зростав за рахунок військових кораблів переважно місцевого виробництва та невеликої кількості покупок з Великої Британії та Німеччини.
Адміралтейство або військово-морська колегія (haijun yamen) була заснована в 1885 році.
Наньянський флот брав участь у франко-китайській війні, щоправда не продемонструвавши значних успіхів, зазнавши натомість серйозних втрат.
Окремі флоти Фуцзяну і Гуандуну устали частиною Імператорського флоту після 1875 року. Флот Фуцзяну був майже знищений під час китайсько-французької війни, і після цього зміг придбати лише два нових кораблі. До 1891 року через скорочення бюджету флот Фуцзянь існував майже номінально. Гуандунський флот був створений наприкінці 1860-х років і базувався в Вампоа, в Кантоні (нині Гуанчжоу).
Після Першої японо-китайської війни Чжан Чжідун заснував річковий флот у Хубеї.
У 1909 році залишки Бейянського, Наньянського, Гуандунського та Фуцзянського флотів разом із Хубейським флотом були об’єднані та реорганізовані як Морський флот і Річковий флот. І в планах перерозвивати флот. З бюджетом 7-8 мільйонів таелів на рік з невеликою сумою позики від Сполучених Штатів Америки.

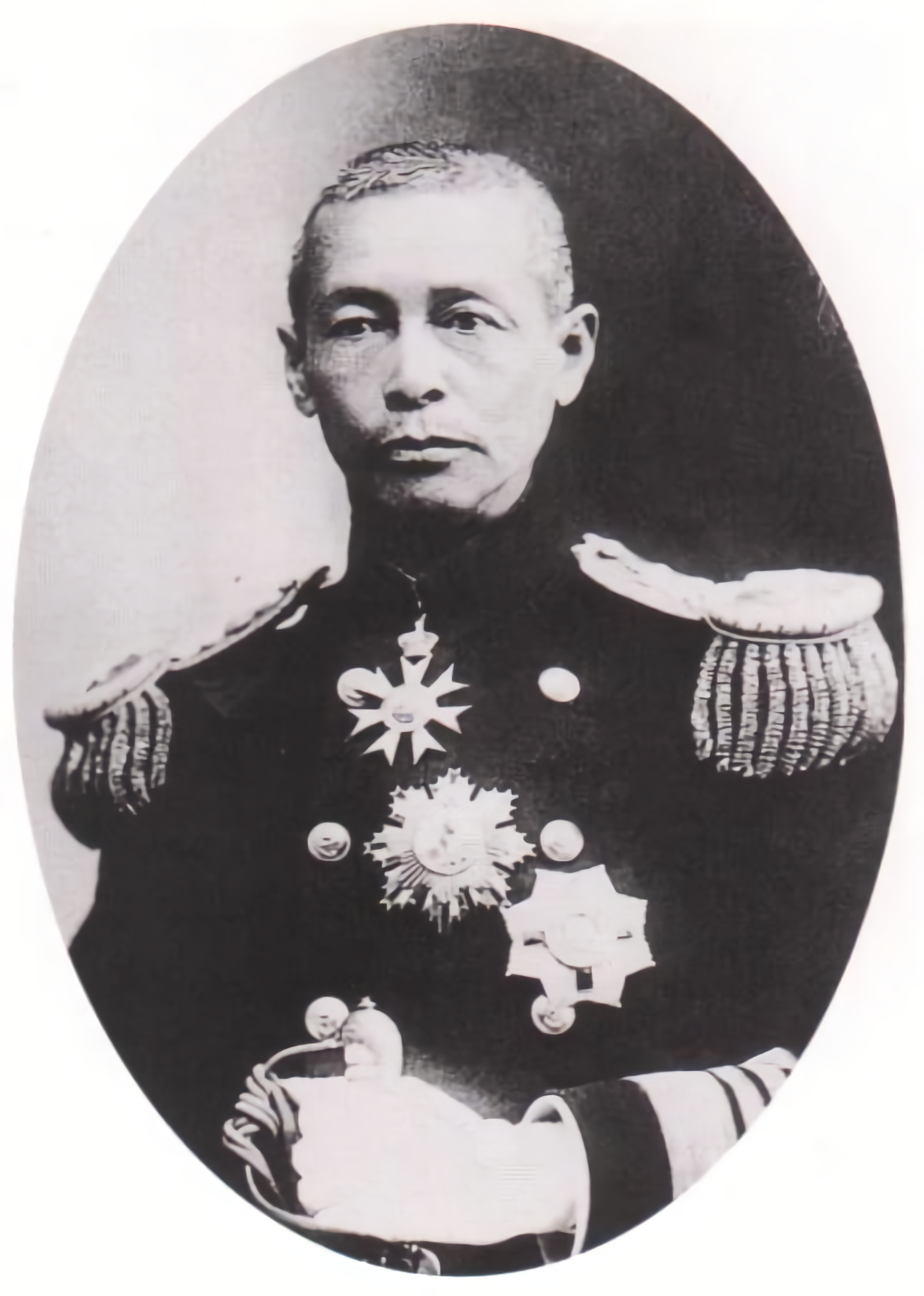
Са Чженьбін

У 1911 році Са Чженьбін став міністром флоту Великого Цін.

### Наступники
Після Сіньхайської революції в 1911 році і заснування Китайської Республіки в 1912 році Китайський Імператорський флот був замінений Військово-морськими силами Китайської  Республіки. Військово-морський флот Народно-визвольної армії був створений на початку 1949 року Комуністичною партією Китаю, і після створення Китайської Народної Республіки пізніше того ж року став головним військово-морським флотом Китаю